# Schizomavella alexandriae
Schizomavella alexandriae is een mosdiertjessoort uit de familie van de Bitectiporidae. De wetenschappelijke naam van de soort is voor het eerst geldig gepubliceerd in 1939 door O'Donoghue & de Watteville.